# Streng-archaïsche stijl
De streng-archaïsche stijl is de tweede stijl die zich ontwikkelde tijdens de archaïsche periode en waarin de kouros en korè pas echt tot ontwikkeling komen. De stijl liep van ca. 610 tot 570 v.Chr. Tijdens deze stijlperiode bestonden er ook duidelijk regionale verschillen. Ook zou de typerende "archaïsche glimlach" voor het eerst opduiken.